# Evoluta
Evoluta je geometrijsko mesto vseh središč ukrivljenosti, to je središč pritisnjenih krožnic. Ta krivulja je tudi ovojnica vseh pravokotnic na krivuljo. 
Evoluta krivulje (lahko tudi ploskve) oziroma podmnogoterosti je kavstika. Naj bo {\displaystyle M\,} gladka mnogoterost v {\displaystyle M^{n}\,}. Za vsako točko {\displaystyle p\,} v {\displaystyle M\,} in vsak vektor {\displaystyle v\,}.

## Zgodovina
Z evoluto se je ukvarjal že starogrški matematik, geometer in astronom Apolonij (265 p. n. št.–170 p. n. št.). Pozneje pa nizozemski astronom, fizik in matematik Christiaan Huygens (1629–1695).

## Definicija
Naj bo ravninska krivulja {\displaystyle y(s)} parametrizirana z dolžino loka {\displaystyle s\,}. Enotski tangentni vektor je
{\displaystyle \mathbf {T} (s)=\gamma '(s)}
Pravokotni enotski vektor na krivuljo je enotski vektor  T(s), ki ga izberemo tako, da je par (T,N) pozitivno orientiran.
Ukrivljenost (oznaka {\displaystyle \kappa }) krivulje {\displaystyle y(s)} je določena z 
{\displaystyle \mathbf {T} '(s)=k(s)\mathbf {N} (s)}
za vsak {\displaystyle s\,} v domeni krivulje {\displaystyle y\,}.
Polmer pritisnjene krožnice je enak obratni vrednosti ukrivljenosti:
{\displaystyle R(s)={\frac {1}{k(s)}}.}
V vsaki točki {\displaystyle y(s)} krivulje je po velikosti polmer kroga, ki se najbolje prilega krivulji v tej točki, do drugega reda najboljši približek krivulje. To pomeni, da polmer krožnice tvori stik drugega reda s krivuljo, ki jo imenujemo pritisnjena krožnica. Predznak polmera ukrivljenosti določa smer v kateri se pritisnjeni krog giblje, če jo parametriziramo v isti smeri kot točka stika. Ta je pozitivna, če se krožnica giblje smeri nasprotni od gibanja urinega kazalca in obratno. 
Središče ukrivljenosti je tudi središče pritisnjene krožnice.   

## Zgledi
- evoluta parabole je Neilova parabola (polkubična parabola)
- evoluta zlate spirale je skladna spirala
- evoluta cikloide je dani cikloidi podobna cikloida